# Ricaldone
Ricaldone est une commune italienne de la province d'Alexandrie, dans la région Piémont.

## Administration
| Période                                  | Période | Identité         | Étiquette | Qualité |
| ---------------------------------------- | ------- | ---------------- | --------- | ------- |
| 2004                                     | 2009    | Massimo Lovisolo |           |         |
| Les données manquantes sont à compléter. |         |                  |           |         |

### Communes limitrophes
Acqui Terme, Alice Bel Colle, Cassine, Maranzana, Mombaruzzo, Quaranti, Strevi